# 書院紙
書院紙（しょいんがみ）は、明かり障子用の和紙のことで、明かり障子は書院造によって普及したので、この名前となった。
明かり障子は採光を目的とするため、書院紙として薄くて透光性が良く、かつ破れにくく粘りの強く、しかも価格が安い紙が求められるが、この条件を満たす紙として雑紙や中折紙など、文書草案用や包み紙などの雑用の紙が採用された。
障子の格子桟の寸法が地方毎に異なるため、各地の生産地で製造され、そして産地周辺で消費され、日本全国に流通することはなかった。それでも、ごく一部が流通し、『和漢三才図会』や『新選紙鑑』によると、美濃寺尾、周防、陸奥岩城、上野、那須、安芸広島で製造された紙が流通していたほか、因幡、甲斐、肥後、土佐、信濃産の物も流通した。明治初期の『諸国紙名録』には多くの和紙に障子用との注記があり、近代に入っても製造が続けられていた。 2005年現在では、美濃、甲斐、土佐が障子紙の生産地として活動を続けている。